# کریستیان زنونی
کریستیان زنونی (به ایتالیایی: Cristian Zenoni) بازیکن فوتبال و اهل ایتالیا است که از سال ۲۰۰۰ میلادی عضو تیم ملی فوتبال ایتالیا بوده و در ۳ بازی ملی حضور داشته‌است. او در بازی‌های ملی‌اش گلی به ثمر نرساند.